# Cupra Racing
Cupra Racing, anciennement connu sous le nom de SEAT Sport, est le département sportif du constructeur automobile espagnol SEAT. Ce département a été fondé en 1985, succédant au SEAT Special Vehicles Department créé en 1971.
SEAT Sport engage des véhicules en rallye et en voitures de tourisme. SEAT Sport a remporté trois titres dans la catégorie FIA WRC 2L avec la Seat Ibiza Kit-Car en 1996, 1997 et 1998 et deux titres de champion du monde des constructeurs au championnat du monde des voitures de tourisme en 2008 et 2009.

## Rallye

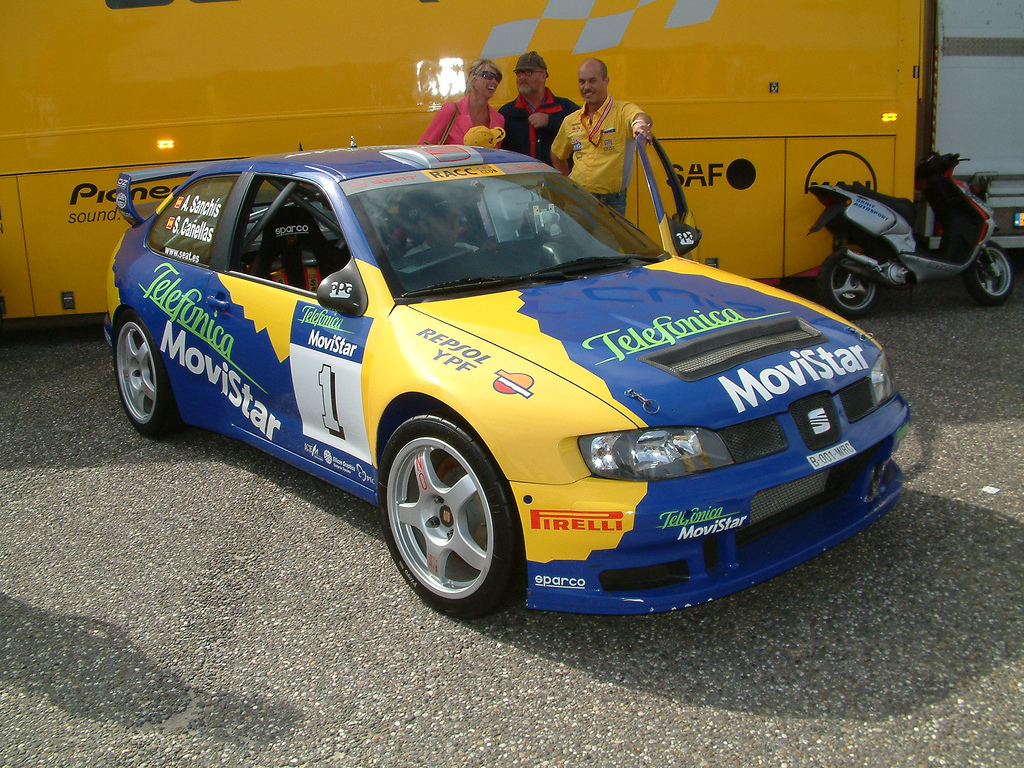
SEAT Cordoba WRC

SEAT s'implique réellement en rallye à partir de l'année 1977. Le constructeur fait ses débuts au Rallye automobile Monte-Carlo en alignant deux Seat 1400/124D Especial 1800. Le duo Antonio Zanini/Juan Petisco termine 3e du rallye devant leurs coéquipiers Salvador Canellas/Daniel Ferrater.
SEAT mise ensuite sur le modèle Ibiza dans la catégorie 1,6 L, participant à de nombreux championnats nationaux de rallye. SEAT passe ensuite dans la catégorie 2L, remportant le titre de champion du monde des constructeurs à trois reprises en 1996, 1997, 1998.
En 1998, SEAT Sport s'attaque à la catégorie reine, le WRC, avec la Seat Córdoba WRC. SEAT participa au WRC de 1998 à 2001 mais les résultats ne furent guère probants : aucune victoire et seulement trois podiums en 37 rallyes : 3e place au Rallye de Nouvelle-Zélande 1999 ainsi qu'au Rallye de Grande-Bretagne 1999 et au Rallye Safari en 2000.

### Résultats en WRC
| Année | Voiture               | N° | Pilote                | 1       | 2       | 3       | 4       | 5       | 6       | 7       | 8       | 9       | 10      | 11      | 12      | 13      | 14      | WDC   | Points | WMC | Points |
| ----- | --------------------- | -- | --------------------- | ------- | ------- | ------- | ------- | ------- | ------- | ------- | ------- | ------- | ------- | ------- | ------- | ------- | ------- | ----- | ------ | --- | ------ |
| 1998  | Seat Cordoba WRC (en) | 9  | Harri Rovanperä       | MON     | SWE     | KEN     | POR     | ESP     | FRA     | ARG     | GRC     | NZL     | FIN 11  | ITA Ret | AUS 11  | GBR 6   |         | 15e*  | 3*     | 5e  | 1      |
| 1998  | Seat Cordoba WRC (en) | 10 | Oriol Gómez           | MON     | SWE     | KEN     | POR     | ESP     | FRA     | ARG     | GRC     | NZL     | FIN Ret |         |         |         |         | -     | 0      | 5e  | 1      |
| 1998  | Seat Cordoba WRC (en) | 10 | Marc Duez             |         |         |         |         |         |         |         |         |         |         | ITA 16  | AUS Ret |         |         | -     | 0      | 5e  | 1      |
| 1998  | Seat Cordoba WRC (en) | 10 | Gwyndaf Evans         |         |         |         |         |         |         |         |         |         |         |         |         | GBR Ret |         | -     | 0      | 5e  | 1      |
| 1999  | Seat Cordoba WRC      | 9  | Harri Rovanperä       | MON 7   | SWE 16  | KEN 6   | POR Ret | ESP 14  | FRA 13  | ARG Ret | GRE Ret | NZL Ret |         |         |         |         |         | 9e    | 10     | 5e  | 23     |
| 1999  | Seat Cordoba WRC Evo2 | 9  | Harri Rovanperä       |         |         |         |         |         |         |         |         |         | FIN 5   | CHN 5   | ITA 16  | AUS 6   | GBR 3   | 9e    | 10     | 5e  | 23     |
| 1999  | Seat Cordoba WRC      | 10 | Piero Liatti          | MON 6   | SWE     | KEN Ret | POR Ret | ESP 10  | FRA 9   | ARG Ret | GRE Ret |         |         |         |         |         |         | 23e   | 1      | 5e  | 23     |
| 1999  | Seat Cordoba WRC Evo2 | 10 | Piero Liatti          |         |         |         |         |         |         |         |         |         |         | CHN Ret | ITA 16  |         |         | 23e   | 1      | 5e  | 23     |
| 1999  | Seat Cordoba WRC      | 10 | Marcus Grönholm       |         | SWE Ret |         |         |         |         |         |         |         |         |         |         |         |         | 15th* | 5*     | 5e  | 23     |
| 1999  | Seat Cordoba WRC      | 10 | Toni Gardemeister     |         |         |         |         |         |         |         |         | NZL 3   |         |         |         |         |         | 13e*  | 6*     | 5e  | 23     |
| 1999  | Seat Cordoba WRC Evo2 | 10 | Toni Gardemeister     |         |         |         |         |         |         |         |         |         | FIN 6   |         |         | AUS 16  | GBR Ret | 13e*  | 6*     | 5e  | 23     |
| 1999  | Seat Cordoba WRC Evo2 | 16 | Gwyndaf Evans         | MON     | SWE     | KEN     | POR     | ESP     | FRA     | ARG     | GRE     | NZL     | FIN     | CHN     | ITA     | AUS     | GBR Ret | -     | 0      | 5e  | 23     |
| 1999  | Seat Cordoba WRC Evo2 | 20 | Toni Gardemeister     | MON     | SWE     | KEN     | POR     | ESP     | FRA     | ARG     | GRE     |         |         | CHN     | ITA Ret |         |         | 13e*  | 6*     | 5e  | 23     |
| 2000  | SEAT Cordoba WRC Evo2 | 7  | Didier Auriol         | MON Ret | SWE 10  | KEN 3   | POR 10  | ESP 13  | ARG Ret | GRC Ret | NZL Ret |         |         |         |         |         |         | 12e   | 4      | 5e  | 11     |
| 2000  | SEAT Córdoba WRC Evo3 | 7  | Didier Auriol         |         |         |         |         |         |         |         |         | FIN 11  | CYP Ret | FRA 8   | ITA 17  | AUS 8   | GBR 9   | 12e   | 4      | 5e  | 11     |
| 2000  | SEAT Cordoba WRC Evo2 | 8  | Toni Gardemeister     | MON 4   | SWE Ret | KEN Ret | POR 9   | ESP Ret | ARG Ret | GRC Ret | NZL Ret |         |         |         |         |         |         | 13e   | 4      | 5e  | 11     |
| 2000  | SEAT Cordoba WRC Evo3 | 8  | Toni Gardemeister     |         |         |         |         |         |         |         |         | FIN Ret | CYP Ret | FRA 11  | ITA Ret | AUS 6   | GBR 12  | 13e   | 4      | 5e  | 11     |
| 2000  | SEAT Cordoba WRC Evo2 | 17 | Harri Rovanperä       | MON     | SWE 12  | KEN     | POR     | ESP     | ARG     | GRC     | NZL     |         |         |         |         |         |         | 9e*   | 7*     | 5e  | 11     |
| 2000  | SEAT Cordoba WRC Evo3 | 17 | Harri Rovanperä       |         |         |         |         |         |         |         |         | FIN     | CYP     | FRA     | ITA     | AUS     | GBR 10  | 9e*   | 7*     | 5e  | 11     |
| 2000  | SEAT Cordoba WRC Evo3 | 20 | Gwyndaf Evans         | MON     | SWE     | KEN     | POR     | ESP     | ARG     | GRC     | NZL     | FIN     | CYP     | FRA     | ITA     | AUS     | GBR Ret | -     | 0      | 5e  | 11     |
| 2001  | SEAT Cordoba WRC Evo3 | -  | Marc Blázquez         | MON     | SWE     | POR 16  | ESP Ret | ARG Ret | CYP Ret | GRC     | KEN     | FIN     | NZL     | ITA     | FRA     | AUS     | GBR     | –     | 0      | -   | 0      |
| 2001  | SEAT Cordoba WRC Evo3 | 21 | Salvador Cañellas Jr. | MON     | SWE     | POR     | ESP Ret | ARG     | CYP     | GRC     | KEN     | FIN     | NZL     | ITA     | FRA     | AUS     | GBR     | –     | 0      | -   | 0      |
| 2001  | SEAT Cordoba WRC Evo3 | 24 | Gwyndaf Evans         | MON     | SWE     | POR     | ESP     | ARG     | CYP     | GRC     | KEN     | FIN     | NZL     | ITA     | FRA     | AUS     | GBR Ret | –     | 0      | -   | 0      |

## Voitures de tourisme
En 2002, SEAT lance en Espagne la SEAT León Supercopa, un championnat monotype de course automobile avec la Seat León. Cette compétition est ensuite créée dans plusieurs pays européens. En 2008, Seat met en place la SEAT León Eurocup.

### l'ETCC (2003-2004)
En 2003, SEAT décide de participer au championnat d'Europe FIA des voitures de tourisme (ETCC) avec la Seat Toledo Cupra. Les pilotes sont Jordi Gené et Frank Diefenbacher. En 2004, SEAT recrute le Suédois Rickard Rydell, ancien vainqueur du Championnat britannique des voitures de tourisme. Avec Rydell, SEAT remporte la deuxième manche d'Oschersleben.

### WTCC/WTCR (depuis 2005)

#### 2005-2009: engagement officiel
En 2005, SEAT participe au WTCC, le championnat du monde des voitures de tourisme. Gené et Rydell demeurent avec le constructeur, mais Diefenbacher est remplacé par Peter Terting, Le champion britannique Jason Plato (pour quatre courses) et l'Espagnol Marc Carol (une seule course) participeront également au championnat au volant d'une SEAT, bien que partiellement. Gené (course 1 de Valencia, Rydell (course 2 de Silverstone) et Terting (course 2 de Puebla) remporteront chacun une victoire. SEAT termine troisième du championnat constructeurs derrière BMW et Alfa Romeo.

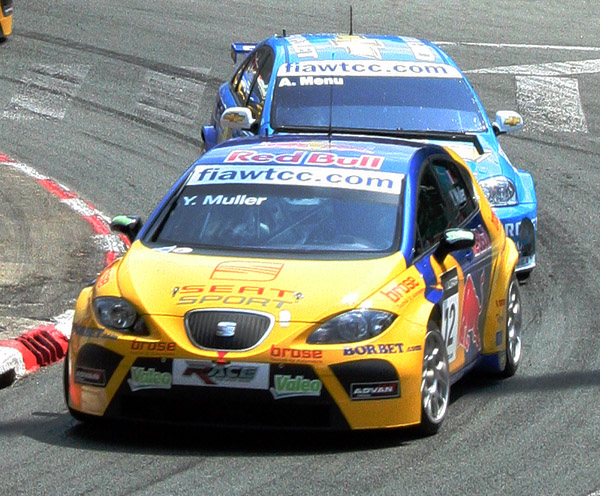
Yvan Muller (ici à Pau en 2007) et SEAT passent proche des titres mondiaux en 2006 et 2007

En 2006, Gabriele Tarquini, Yvan Muller et James Thompson rejoignent l'écurie. Lors de la saison, André Couto, Oscar Nogués et Florian Gruber disputent chacun une course pour SEAT.
La saison, bien que ponctuée de victoires d'Alfa Romeo et de Chevrolet, se résume à un duel entre BMW et SEAT. Seulement trois des 20 courses de la saison sont remportées par une SEAT, mais la constance des six pilotes permettront au constructeur espagnol de lutter jusqu'au bout face à son rival bavarois. Ce dernier l'emportera, et Muller, Tarquini, Thompson, Rydell et Terting, tous titrables à l'entame des courses de Macao ne pourront pas contrer son pilote phare Andy Priaulx.
En 2007, Rydell, Thompson et Terting quittent SEAT et sont remplacés par Michel Jourdain Jr. et Tiago Monteiro. Au cours de la saison, Terting et Rydell font leur retour au sein de l'écurie pour une seule course. Nogués effectue lui aussi une course pour SEAT. En fin de saison, SEAT lance son modèle León Diesel TDI en course.
Muller, Tarquini et Gené remportent quatre victoires à eux trois. Muller fait à nouveau partie des pilotes titrables à l'entame de la finale à Macao, mais il abandonne la première course et ne prend pas part à la seconde, tandis que son rival Andy Priaulx s'impose dans la course 2, lui conférant ainsi qu'à BMW une troisième couronne mondiale.

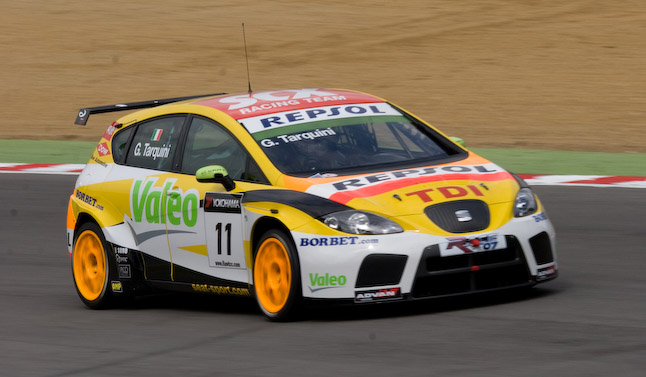
En 2009, Gabriele Tarquini (ici à Brands Hatch en 2008) succède à son coéquipier Yvan Muller au palmarès du WTCC, tandis que SEAT remporte son deuxième titre des constructeurs consécutif

En 2008, Jourdain quitte l'écurie qui ne compte plus alors que cinq pilotes (Gené, Rydell, Tarquini, Muller et Monteiro). Cette saison est couronnée de succès : Yvan Muller est sacré champion du monde des pilotes et SEAT, avec 12 victoires en 24 courses, remporte aisément le titre chez les constructeurs.
En 2009, SEAT Sport aligne les mêmes pilotes qu'en 2008. L'équipe française Oreca s'associe à au constructeurs. Cette saison, auréolée de 8 victoires, voit Gabriele Tarquini remporter le titre pilote et SEAT celui des constructeurs, le deuxième consécutif.
À la suite de ces succès, SEAT annonce son retrait du WTCC.

#### 2010-2012: fournisseur et semi-implication
Cependant, l'écurie participe à la saison 2010 en fournissant des voitures à l'équipe Sunred Engineering. Les pilotes sont Gabriele Tarquini, Jordi Gene, Tiago Monteiro et Tom Coronel. Yvan Muller quitte SEAT pour rejoindre Chevrolet. Malgré 7 victoires, la structure Sunred ne pourra rien face à Muller et Chevrolet. Une 8e victoire d'un pilote SEAT est remportée par le Hongrois Norbert Michelisz du team Zengő Motorsport lors de la dernière course de la saison à Macao.

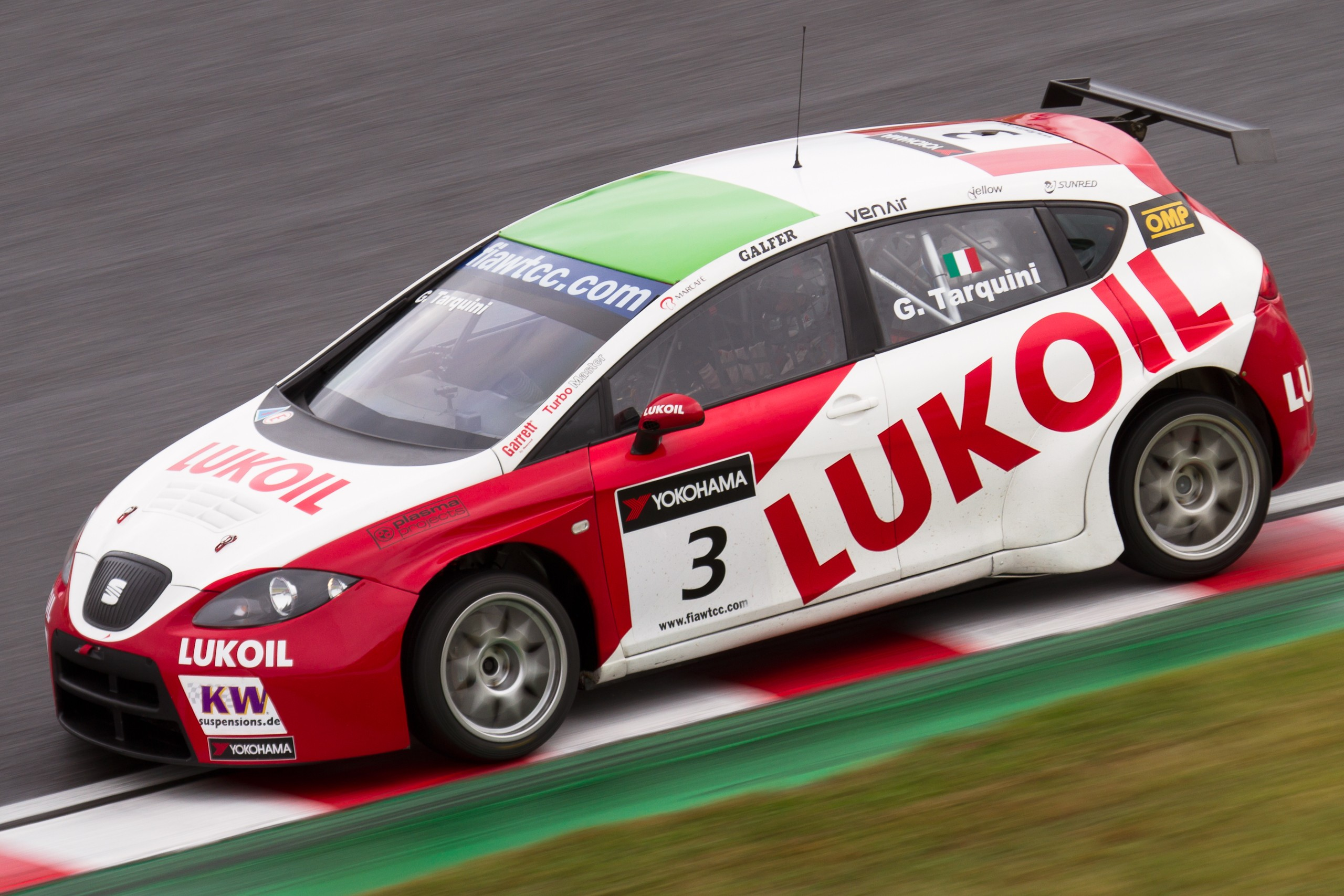
En 2011 et 2012, après plusieurs saisons auréolées de succès, Gabriele Tarquini (ici à Suzuka en 2011) et SEAT doivent se contenter de deux victoires en deux saisons

Même son de cloche en 2011, où la saison est écrasée par les Chevrolet. Les SEAT ne remportent qu'une victoire, grâce à Gabriele Tarquini lors de la course 2 de Zolder.
En 2012, SEAT fournit des voitures à l'équipe russe Lukoil Racing dont les pilotes sont Gabriele Tarquini et Aleksei Dudukalo. SEAT fournit également des moteurs à l'équipe de Tuenti Racing Team et son pilote Tiago Monteiro.
À nouveau, la concurrence souffre face aux Chevrolet officielles. La victoire de Tarquini lors de la première organisée sur le nouveau Slovakiaring sera la seule d'une SEAT cette saison.

#### 2013-2017: les indépendants
À partir de 2013, SEAT n'est plus impliquée de quelque manière que ce soit dans le championnat du monde des constructeurs, mais fournit ses voitures à quelques écuries impliquées dans le Yokohama Teams' Trophy, le trophée des écuries indépendantes. Trois victoires sont notamment remportées en 2013.
Si, en 2015, aucune SEAT n'apparaît en piste, certaines écuries de la coupe d'Europe utilisant des SEAT participent à certaines manches en 2016 et 2017.

#### Depuis 2018: laCoupe du monde
Depuis 2018, SEAT, par le biais des équipes utilisant ses voitures (telles Zengő Motorsport ou Campos Racing), est un des acteurs du renouveau de la Coupe du monde des voitures de tourisme, ressuscitée après la fusion entre le WTCC et le TCR International Series.

### BTCC (2004-2008)

#### 2004-2008: engagement officiel

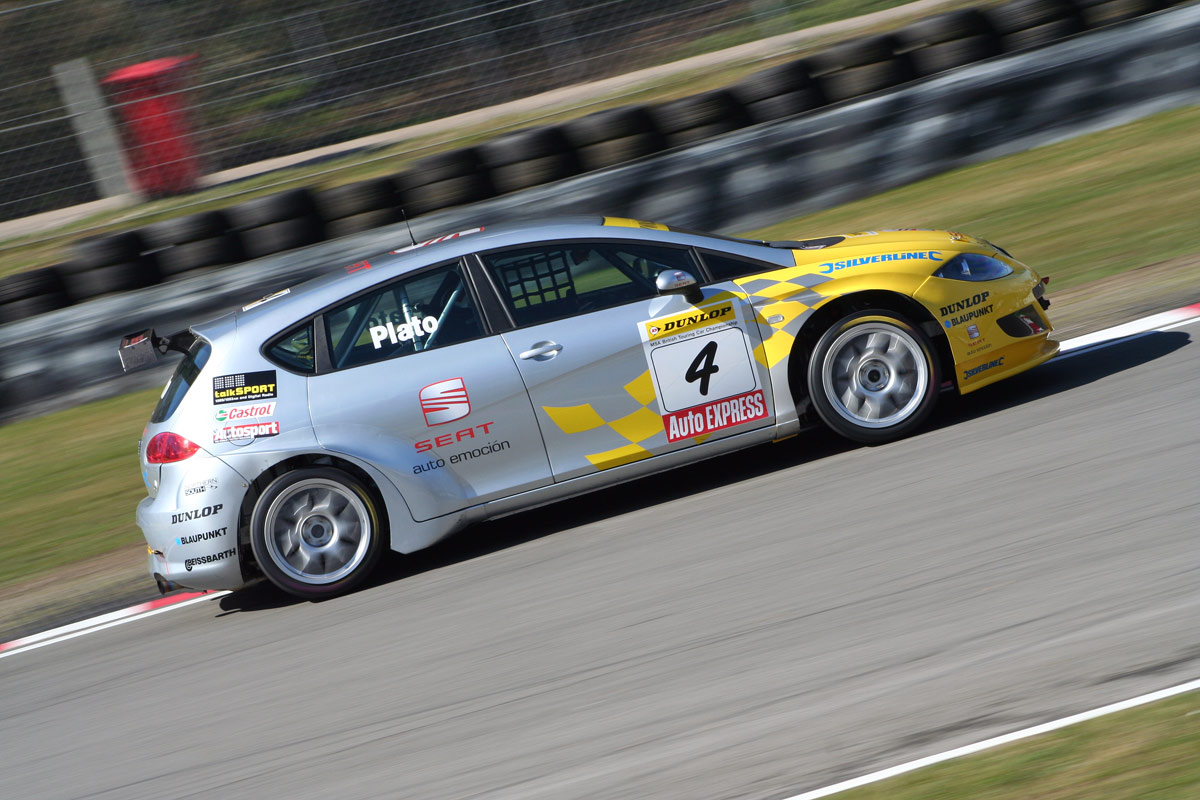
En BTCC, si Jason Plato (ici en 2006 à Brands Hatch) échoue au championnat, SEAT parviendra à remporter le titre des constructeurs (2006) et des équipes (2007)

Entre 2004 et 2008, SEAT participe au Championnat britannique des voitures de tourisme (BTCC) sous le nom de SEAT Sport UK. L'écurie s'appuya sur de nombreux pilotes parmi lesquels figurent Jason Plato, Rob Huff, James Pickford, Luke Hines, Darren Turner, James Thompson et Tom Coronel.
En 2004, 9 victoires viennent couronner la première saison de SEAT, soutenue par le team RML Group, dans la discipline, mais les Vauxhall Astra d'Yvan Muller et James Thompson demeurent au dessus du lot. Jason Plato, leader de facto de l'écurie, termine troisième derrière la paire Muller-Thompson, et SEAT troisième également chez les constructeurs, derrière Vauxhall et Honda. Le classement des équipes voit le team SEAT Sport UK finir vice-champion derrière VX Racing.
En 2005, SEAT perd le soutien de RML, qui préfère signer un partenariat avec Chevrolet. La saison est une déception avec seulement 4 victoires.
En 2006, 11 victoires sont à mettre au crédit du constructeur espagnol, qui s'adjuge d'ailleurs le titre en fin de saison, bien que Plato échoue à nouveau chez les pilotes, tout comme le team SEAT Sport UK face au team Halfords.
2007 voit un grand duel entre Vauxhall et SEAT, et si le titre des équipes tombe dans l'escarcelle de SEAT Sport UK, Vauxhall rafle, pour trois points, la mise chez les pilotes (avec Fabrizio Giovanardi), et les constructeurs.
2008 part pour être l'année de la revanche, mais Giovanardi et Vauxhall s'avèrent à nouveau plus forts que Plato et SEAT. Ce sera la dernière saison officielle du constructeur espagnol.

#### 2009-2011 et 2013: les indépendants
SEAT s'est retiré du BTCC fin 2008, mais fournit encore ses voitures à quelques écuries indépendantes durant trois saisons.
En 2013, le Britannique Warren Scott du Team BMR court les premières manches au volant d'une León.

## Galerie de photos

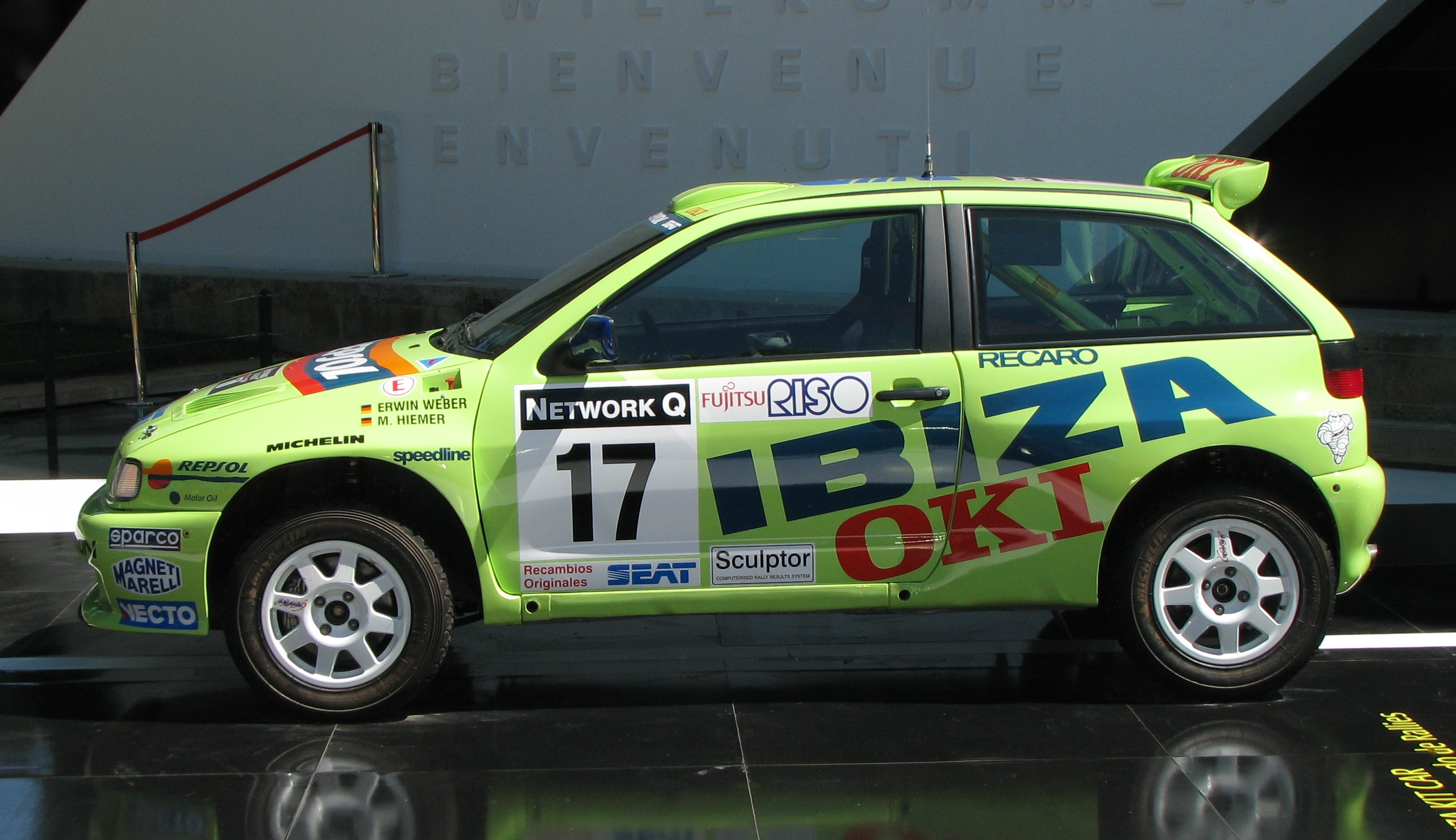
SEAT Ibiza Kit Car
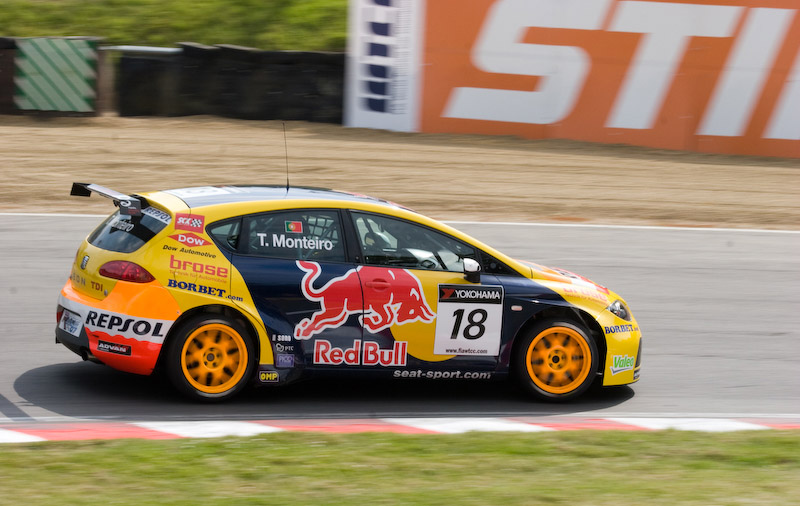
SEAT León WTCC